# Xiprer
El xiprer (Cupressus sempervirens) és una espècie de conífera, de la família de les cupressàcies (Cupressaceae), originària de l'orient del Mediterrani, sent una de les espècies arbòries de fulla perenne més longeves del planeta. És un arbre amb forta càrrega simbòlica i amb molts usos (decoració, símbol d'hospitalitat i mort).

## Noms comuns
Cupressus sempervirens és un arbre molt freqüent als Països Catalans, motiu pel qual rep nombrosos noms comuns: xiprer, xifrer, xiprer comú, xiprera, xifrer alt, aciprés, ciprer, ciprés, cuprer, sipré, siprer, xipré, xiprés, xiprès.

## Distribució
Abasta una zona que comprèn des de l'Iran fins a Líbia. Actualment, a causa del seu cultiu, es pot trobar en tota la zona mediterrània, fins i tot en àrees muntanyoses, però sempre en llocs on les glaçades no superin els –20 °C donat que es classifica com un arbre de «zona de duresa» (hardiness zone, en anglès) 6b-7.
Els xiprers viuen en llocs que serien massa àrids per a determinats tipus de pins o per a les alzines. Ocupen zones que en llocs més freds i igualment secs ocuparia la savina.

## Característiques
Pot arribar a fer 35 metres d'alt (habitualment, de 25 a 30 metres) i pot viure més de mil anys. La seva capçada es compacta i estreta. L'escorça és prima, de color marró grisenc, amb llargues fissures longitudinals que no s'exfolien. Les branques són cilíndriques, subtetràgones, d'uns 1 mm de gruix. Les fulles són imbricades, molt petites, d'1 mm o menys, en forma d'esquames i ajagudes a la branca. La floració és monoica amb flors masculines i femenines en el mateix arbre. L'emissió de pol·len és al febrer–març. L'estròbil femení (con o pinya) és més o menys arrodonit, fa uns 40 mil·límetres; primerament és de color verd i amb temps es torna de color bru.

## Etimologia i història
El seu nom científic, Cupressus sempervirens, fa referència a l'illa de Xipre, d'on procedeix l'espècie, així com al concepte «sempre vigorós», ja que es tracta d'una espècie molt longeva que pot viure fins a mil anys gairebé sense tenir-ne cura. Per això s'ha utilitzat per reforestar alguns punts de la península Ibèrica.
Crupessus sempervirens és un arbre perenne originari de les zones orientals banyades pel Mediterrani. Des d'aquestes regions, es va estendre amb gran rapidesa per tot Occident, per això el seu lloc d'origen concret és molt difícil de determinar.
En l'actualitat, s'estén per les zones de Líbia, Síria i el sud de Grècia, i és molt habitual a Itàlia, regió on creix amb gran facilitat. A la península Ibèrica es pot trobar pràcticament per tot el territori.

## Cultiu
Els xiprers es solen plantar formant fileres que fan de paravents i aporten intimitat a habitatges, finques i cementiris, on són molt adequats perquè les seves arrels creixen cap avall, sense fer malbé les tombes.
Es multiplica per llavors, encara que en les varietats es recorre a l'empelt. Tolera gairebé tota mena de sòls, fins i tot pobres. La seva fusta és pesada i duradora.
A causa de la seva longevitat s'ha plantat com a símbol funerari als cementiris. S'utilitza formant tanques molt sovint.

## Condicions
- Llum: pot viure tant a zones de ple sol com a espais de semi ombra, però prefereix una exposició directa a la llum solar per desenvolupar-se de forma normal.

- Sòl: no és exigent quant al sòl en què es planta, i pot créixer amb un pH àcid, neutre o alcalí. Fins i tot arriba a tolerar la terra pobra en nutrients. Únicament necessita és que el sòl estigui ben drenat.

- Reg: la quantitat d'aigua que necessita l'arbre depèn de factors com ara el tipus de sòl on creix, la temperatura, la llum i la humitat ambiental. El reg ha de ser moderat (és millor esperar que el terreny estigui totalment sec, ja que sobreviu a les sequeres). A més, convé evitar mullar les parts aèries.

- Poda: el xiprer no necessita ser podat. Es pot dur a terme una poda de formació per convertir-lo en una bardissa.

- Adob: no necessita adobs especials, ja que és una espècie de baix manteniment.

- Malalties i plagues: tot i que Cupressus sempervirens és un arbre molt resistent, no està exempt de patir els efectes negatius d'algunes pestes o afeccions. Destaquen el «càncer de xiprer», una malaltia fúngica que ataca els arbres del gènere Cupressus. Es desenvolupa en climes humits i provoca que les branques s'assequin i les fulles caiguin. Es transmet mitjançant insectes que introdueixen els fongs a l'escorça. Una altra afecció és la denominada «seca del xiprer». Apareix principalment als arbres que s'han plantat en testos. Ataca les fulles, que es tornen grogues i acaben per caure. També és propens a plagues com la del pugó o la dels escarabats de l'escorça.

## Usos
- La fusta és emprada per a ebenisteria o construcció; és perfumada i molt resistent a la podridura. Se sol utilitzar per a la construcció de caixes, i les millors seleccions poden utilitzar-se també en taules decoratives, pilotes, torneria, xapes de guitarres, etc.
- Es planten per fer paravents en conreus hortícoles, per exemple al nord i sud de Catalunya, per defensar-se dels vents de la tramuntana i el mestral, respectivament.

- A l'antiguitat s'esculpien amb fusta de xiprer les estatuetes de culte. La fusta es fa servir en ebenisteria i també per construir vaixells. De fet, es diu que l'arca de Noè era de fusta de xiprer.

- Cupressus sempervirens es fa servir principalment en grups o de forma aïllada en la decoració de jardins o espais verds. És recurrent veure xiprers convertits en bardisses. Pot usar-se com a tanca viva en llocs de glaçades febles, encara que l'estiu (com a Anglaterra) no sigui càlid.

- La fulla de xiprer pot usar-se per fer-ne infusions per millorar la circulació sanguínia. A la seva resina se li atribueixen propietats antisèptiques per guarir ferides.

- A causa de la seva longevitat, el xiprer s'ha plantat com a símbol funerari als cementiris. S'utilitza sovint formant tanques.

- Aquesta espècie arbòria també es coneix com un arbre usat tradicionalment en la decoració i com a símbol d'hospitalitat i mort.

## Simbologia
No és clara la procedència de la seva simbologia funerària. Es pensa, atès que és un arbre que sempre està verd i majestuosament apuntant al cel, que ajudava les ànimes dels morts a elevar-se en aquesta direcció. D'acord amb Teofrast, el xiprer comú estava consagrat a Hades, el déu de la mort, ja que les seves arrels mai no donaven nous brots una vegada talat l'arbre. Horaci indica que els antics enterraven els morts amb una branca de xiprer i n'envoltaven el cos amb les fulles. Per la seva banda, Plini el Vell comenta que una branca de xiprer penjada a la porta d'una casa era un signe fúnebre.
El xiprer es troba als cementiris des de fa centenars d'anys. La mitologia grega explica que Ciparís va matar per error un cérvol, i va ser tal la seva pena que va demanar a Apol·lo que li permetés plorar-lo eternament. El déu va convertir Ciparís en un xiprer, i aquest arbre va esdevenir així una figura de dol cap als éssers estimats.
Els romans feien servir el xiprer com a símbol d'hospitalitat. Si una casa tenia un xiprer plantat a l'entrada, el viatger sabia que hi podria beure aigua. Dos xiprers indicaven menjar i beguda, mentre que tres assenyalaven un llit per dormir. Per això que aquest arbre allargat signifiqués el descans etern i el camí cap al cel.
El xiprer és un dels atributs de Plutó. Porta el seu nom de l'heroi Ciparís. La ciutat de Ciparíssia, a la Fòcida, va ser anomenada així en endavant, per estar envoltada de xiprers. Els grecs, conservant el costum d'alguns pobles antics, col·locaven aquest arbre sobre els sepulcres i els monuments funeraris. El seu brancatge ombrívol i lúgubre semblava anomenar la malenconia i el dolor. Aquest arbre no va ser consagrat només a Plutó; Esculapi tenia un temple, prop de Siciònia, envoltat enterament de xiprers.
Els llatins donaven al xiprer el sobrenom de Jeralis, arbre fúnebre, i els etruscs, els habitants de Fiesole i el poble de Verona, adornaven amb ell els seus llums funeraris. Els mateixos pobles envoltaven de xiprer els altars dels déus infernals i els sepulcres dels grans homes. Era el senyal del dolor i desesperació; totes les víctimes que s'oferien eren coronades de xiprer i els sacerdots en els sacrificis establerts en honor d'aquest déu[quin Déu?] portaven sempre sembrats els vestits amb fulles d'aquest arbre.

## Galeria

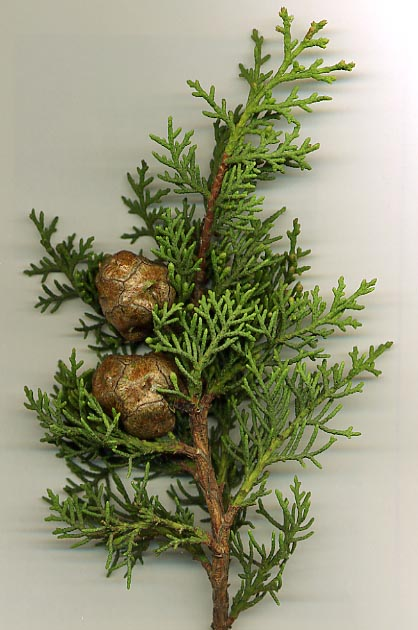
Detall de les fulles i cons
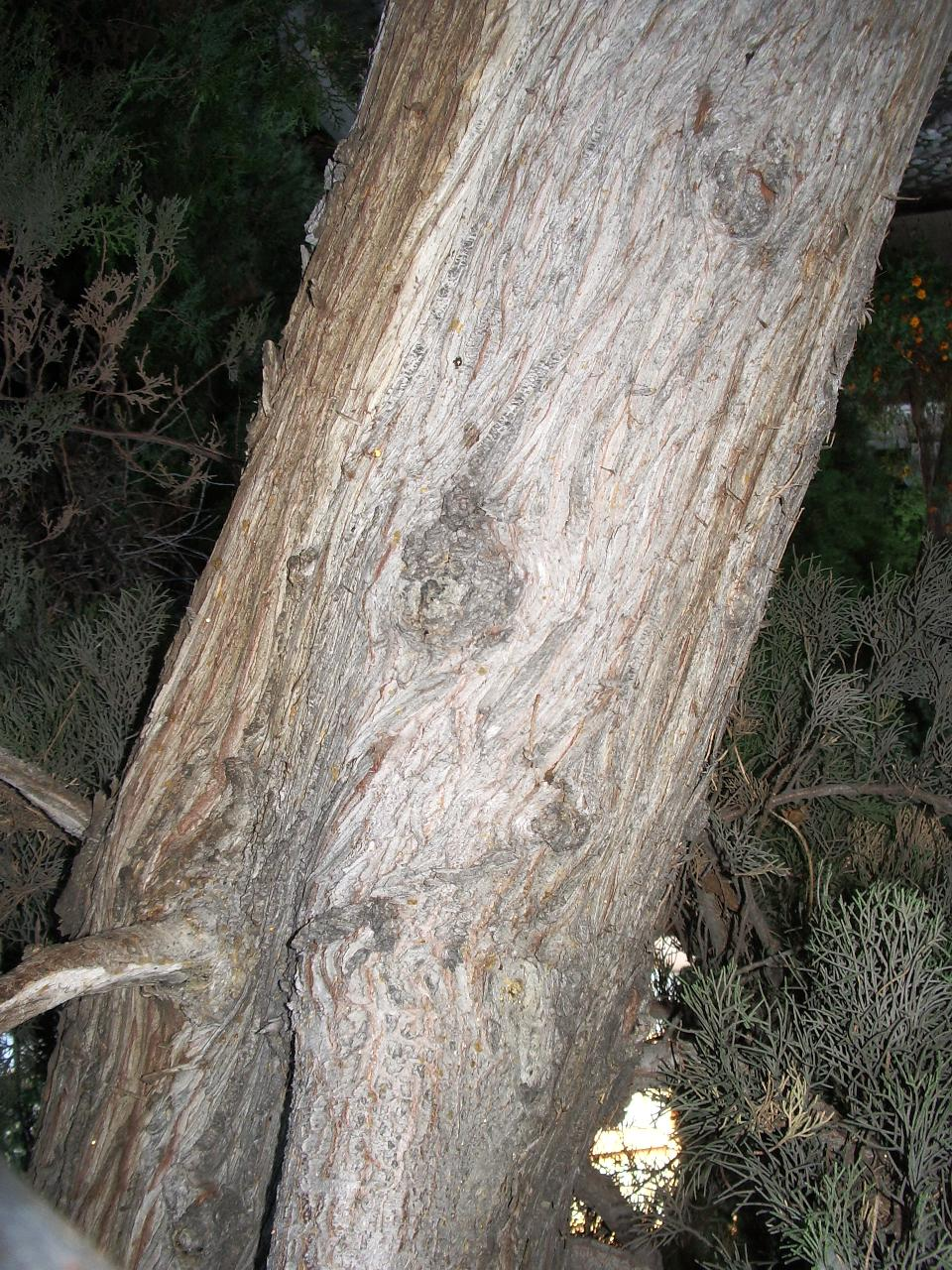
Tronc
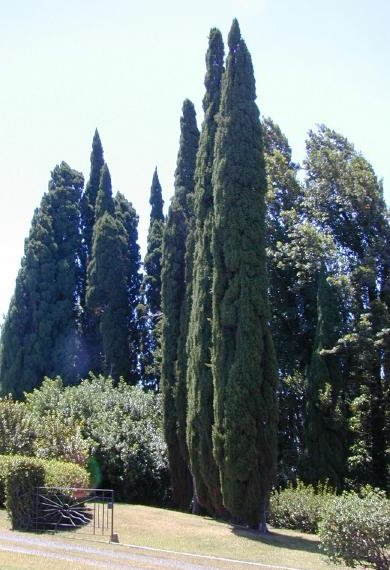
Varietat "stricta"
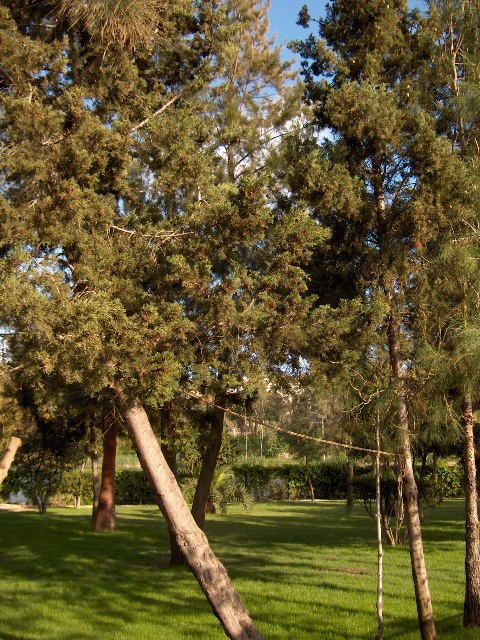
Varietat "horizontal"
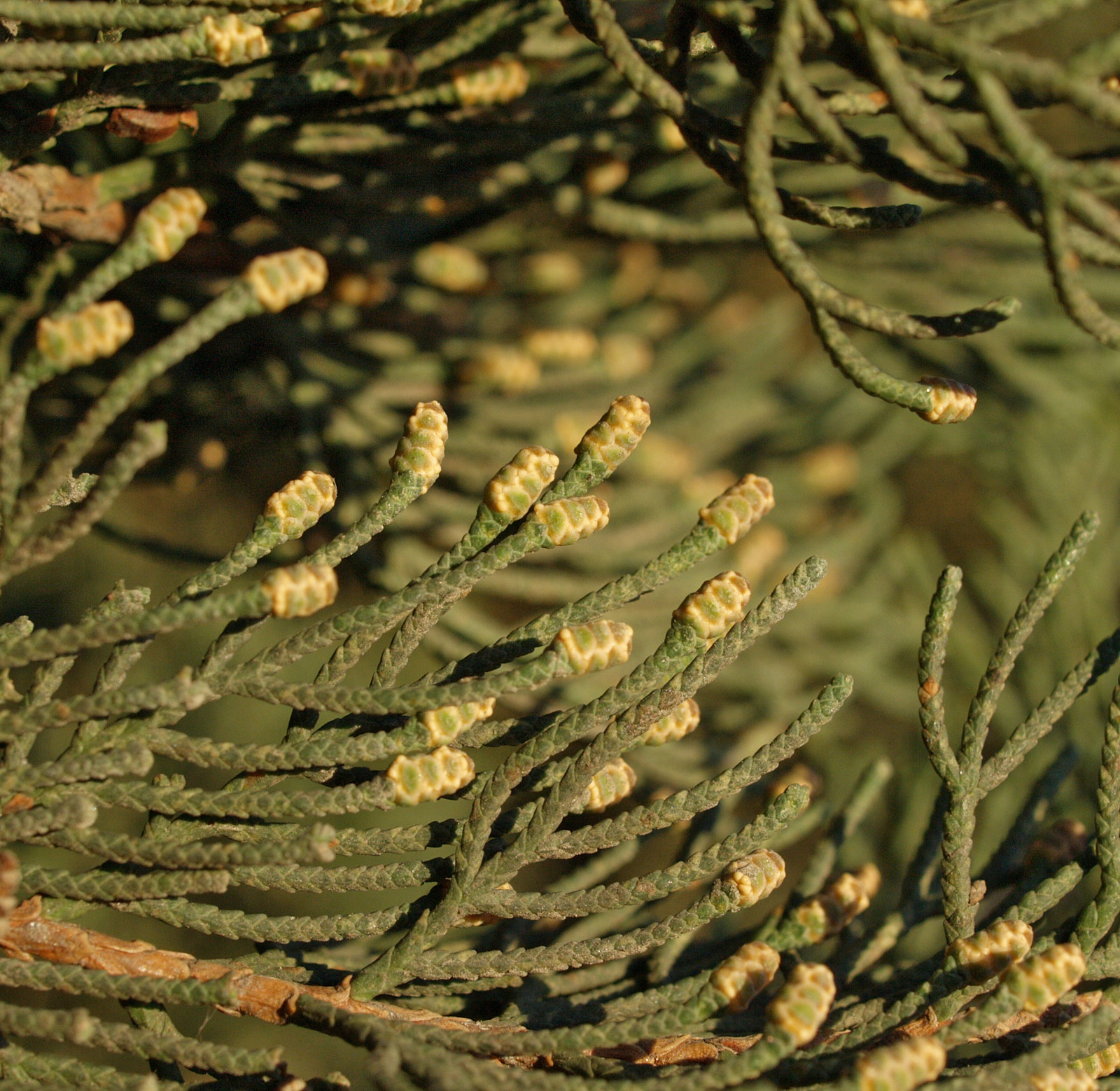
Cons masculins
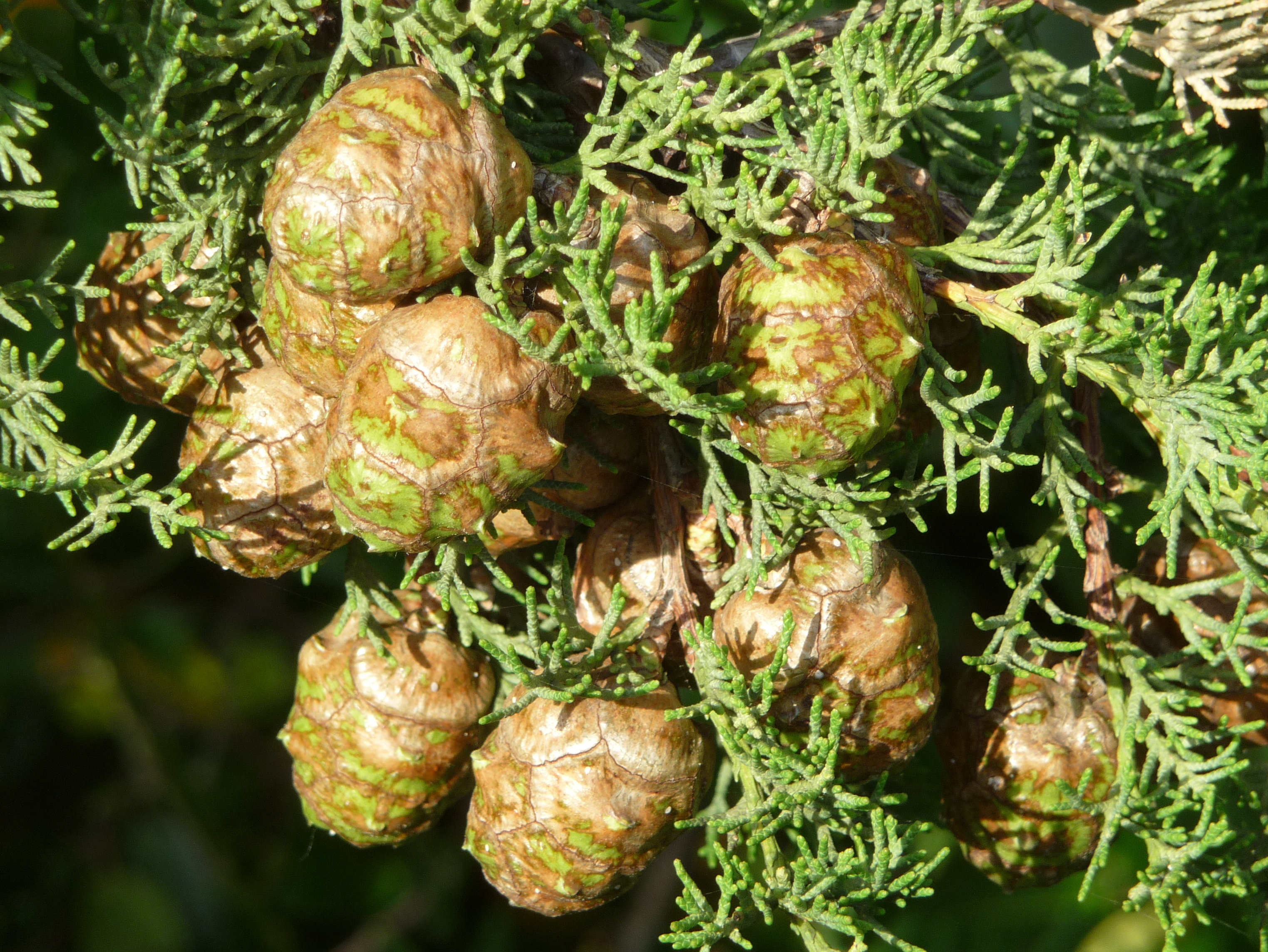
Cons